# Бензоїлхлорид
Бензоїлхлорид — органічна сполука, належить до класу хлорангідридів карбонових кислот. За стандартних умов є безбарвною рідиною з проникливим, різким і неприємним запахом, змішується з бензеном. Лакриматор.

## Отримання
Старий спосіб отримвння бензоїлхлориду — хлорування бензальдегіду:
{\displaystyle {\ce {C6H5-COH + Cl2 -> C6H5-COCl + HCl}}}
Пізніше було винайдено новий метод, який полягає у хлоруванні бензилового спирту:
{\displaystyle {\ce {C6H5-CH2OH + 2Cl2 -> C6H5-COCl + 3HCl}}}
Зараз у промисловості бензоїлхлорид отримують неповним гідролізом трихлоротолуену, який отримують хлоруванням толуену.
{\displaystyle {\ce {C6H5-CH3 + 3Cl2 -> C6H5-CCl3 + 3HCl}}}
Замість води може бути застована бензойна кислота:
Окрім цього, можливе хлорування бензойної кислоти фосгеном, тіонілхлоридом і пентахлоридом фосфору:
{\displaystyle {\ce {2C6H5-COOH + COCl2 -> 2C6H5-COCl + H2O + CO2}}}

## Хімічні властивості
Реагує з речовинами, що містять активний атом гідрогену, бензоїлюючи їх. Наприклад, бурхливо реагує з водою, утворюючи бензойну кислоту. При малих кількостях води утворюється ангідрид бензойної кислоти:
{\displaystyle {\ce {C6H5-COCl + H2O -> C6H5-COOH + HCl}}}
{\displaystyle {\ce {2C6H5-COCl + H2O -> C6H5-CO-C6H5 + 2HCl + CO2}}}
Іншим важливим прикладом бензоїлювання є реакція з гідроген пероксидом у лужному середовищі, внаслідок якої утворюється бензоїлпероксид:
{\displaystyle {\ce {2C6H5COCl + H2O2 + 2 NaOH -> C6H5-O-O-C6H5 + 2 NaCl + 2 H2O}}}

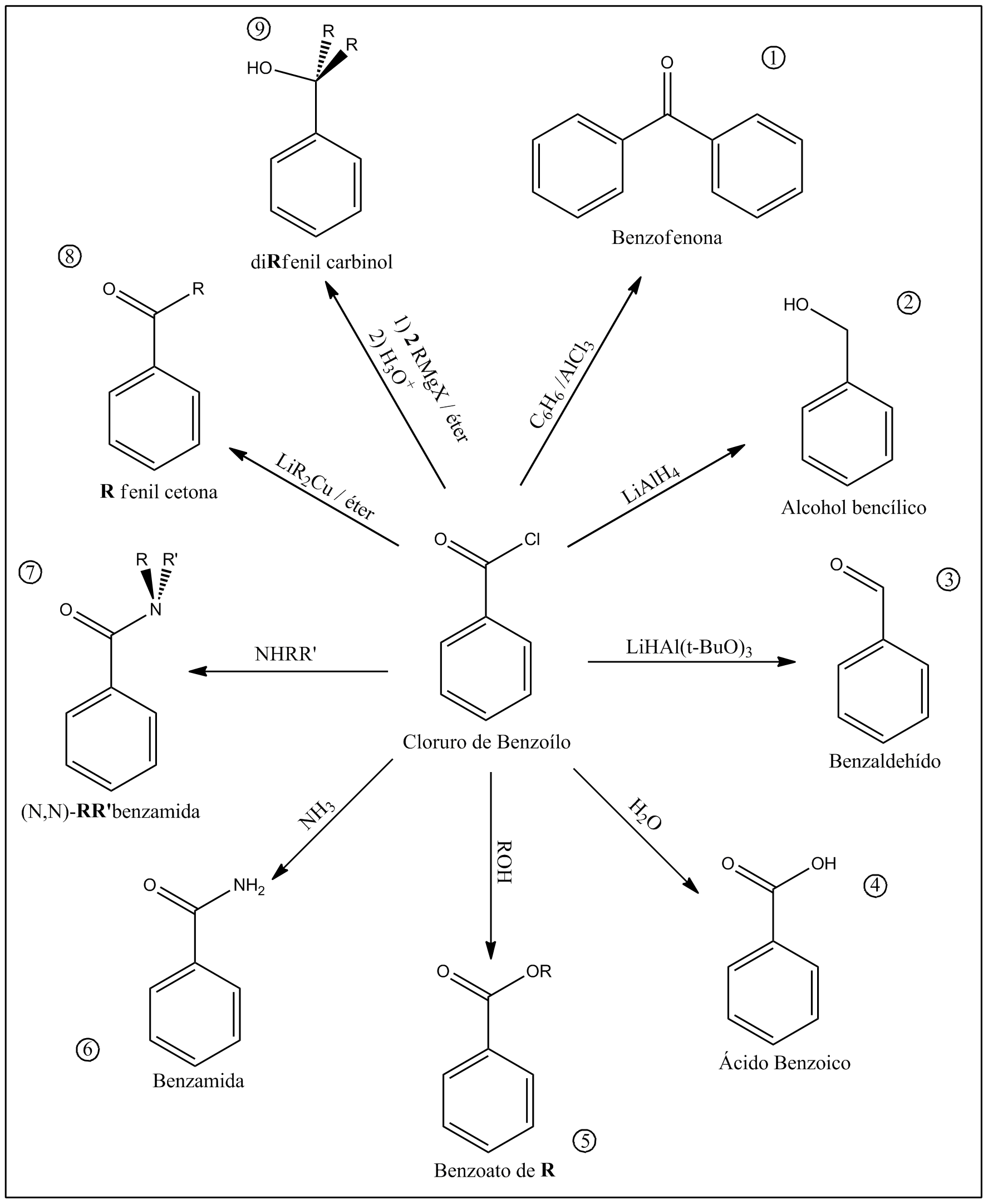
Реакції бензоїлхлориду з різними речовинами